# Chełchy (Podlachie)
Pour les articles homonymes, voir Chełchy.
Chełchy est un village polonais de la gmina de Grabowo, dans le powiat de Kolno, voïvodie de Podlachie, au nord-est du pays.
Il est situé à environ 18 km au nord-est de Kolno et à 82 km au nord-ouest de la capitale régionale Białystok.
Sa population est de 135 habitants.